# Marinar (navegación)
La palabra marinar proviene de marino y consiste en el acto de dotar a un buque de tripulación suficiente para poderlo gobernar.
Marinar una nave puede ser extremadamente importante, especialmente en tiempos de guerra o en actos de piratería, pues un buque, sea cual sea su tonelaje, supone una gran cantidad de dinero y abandonarlo significa perder todos los derechos y la propiedad sobre él.
De esta forma, el Derecho internacional establece que quien encuentre un buque abandonado y pueda marinarlo o remolcarlo a puerto pasa a ser su propietario.
Marinar un barco es siempre tenido en cuenta en caso de guerra. Un ejemplo lo constituye el caso inglés tras la Batalla de Trafalgar donde los hombres de Nelson no fueron suficientes para marinar la gran cantidad de navíos españoles y franceses derrotados; viéndose obligados a abandonarlos con la consiguiente pérdida económica, en forma de botín de guerra, y la posibilidad abierta a las armadas enemigas para poder rehacerse.
- Datos: Q5998340